# Loi du 9 mai 2014 permettant le don de jours de repos à un parent d'un enfant gravement malade
Lire en ligne

Lire sur Légifrance

La loi du 9 mai 2014 permettant le don de jours de repos à un parent d'un enfant gravement malade, dite loi Mathys, est une loi française. Ce texte est inspiré d'une situation réelle d'entre-aide où des salariés avaient fait part de leur solidarité envers un collègue, avec l'accord de leur entreprise.

## Origines
Cette loi est inspirée d'une situation vécue dans une entreprise de la Loire. Un salarié d'un établissement de l'entreprise Badoit (entreprise produisant l'eau minérale de même nom), a pu bénéficier de 170 jours de RTT auxquels ses collègues avaient volontairement renoncé, avec l'accord de son entreprise. L'établissement compte 180 salariés. Ce geste de solidarité lui a permis de rester au chevet de son fils Mathys de onze ans atteint d'un cancer et hospitalisé à domicile jusqu'à son décès.  Prolongeant leur action de solidarité, les salariés de cet établissement industriel ont créé ensuite une association, D’un papillon à une étoile, pour défendre auprès des élus l'idée d'un projet de loi encadrant et facilitant ce don de RTT entre salariés.
Déposée le 13 juillet 2011 par Paul Salen, député de la Loire, elle est adoptée par l’Assemblée nationale le 25 janvier 2012 avant de l'être définitivement par le Sénat le 30 avril 2014,. La loi Mathys est promulguée le 9 mai 2014 et publiée au Journal Officiel. Les dispositions sont consolidés dans le Code du travail, articles L1225-65-1 et L1225-65-2.
Le décret d'application de la loi au secteur public n'a été signé qu'en 2015, sa formulation ayant du être soumis à un organisme de concertation associant les syndicats de fonctionnaires et les employeurs publics,,,.
En 2018, le dispositif est étendu aux bénéfices des proches aidants de personnes en perte d'autonomie ou présentant un handicap.

## Contenu et objectif
Ce texte législatif permet à un salarié de donner anonymement une partie de ses jours de repos à un collègue devant s'occuper d'un enfant gravement malade. Un congé de soutien familial existait déjà, permettant à un proche d'une personne handicapée ou gravement malade d'interrompre pendant trois mois son activité pour s'occuper de cette personne en difficulté, mais ce congé de soutien n'était pas rémunéré. La possibilité de don existait dans quelques accords collectifs. La loi lui donne un caractère plus universel. Elle n'était pas prévue du tout, par exemple, dans le secteur public. 

## Débats parlementaires
À l'Assemblée nationale et au Sénat, certains élus de gauche se sont abstenus ou ont voté contre, soulignant que la loi exonère les entreprises de tout geste dans ce type de circonstance, et que les salariés qui font don de jours de congé se privent de repos dont ils peuvent avoir besoin. Reprenant leurs remarques, au Sénat, en 2014, le ministre du travail, François Rebsamen, a exprimé de « fortes réserves » sur le texte, rappelant notamment que « les jours de repos répondent à un impératif de protection de la santé des salariés » et que « le congé n'est pas un capital ou un patrimoine ». De même , le nombre de jours de RTT étant variables selon les accords d'entreprises, le don de RTT est une possibilité qui se pose, pour ces élus, de façon inégale.